# Leucothoë (nimf)

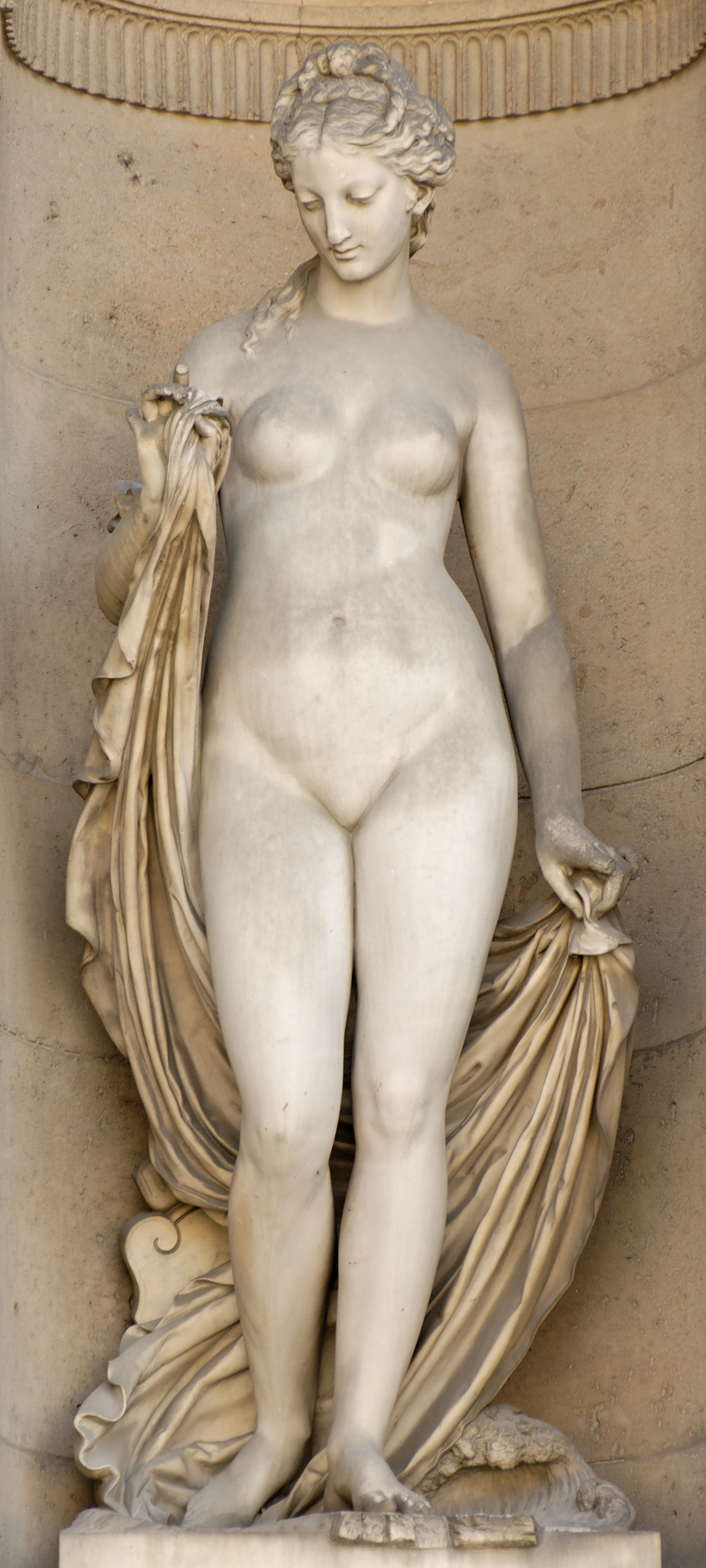
Beeld van Leucothoë.

Leucothea of Leucothoë was in de Griekse mythologie een sterfelijke prinses, de dochter van Orchamus. De god Apollon werd verliefd op haar, waarmee ze zich de woede van de Oceanide Clytia op de hals haalde. Zij bracht Leucothea's vader op de hoogte van de affaire, waarna hij zijn dochter levend liet begraven; toen dit Apollon niet in de armen van Clytia dreef, kwijnde deze laatste negen dagen lang weg op een rots, totdat ze veranderde in de zonnebloem, die met haar hoofd altijd de zon volgt.